# Fachgruppe Ortung

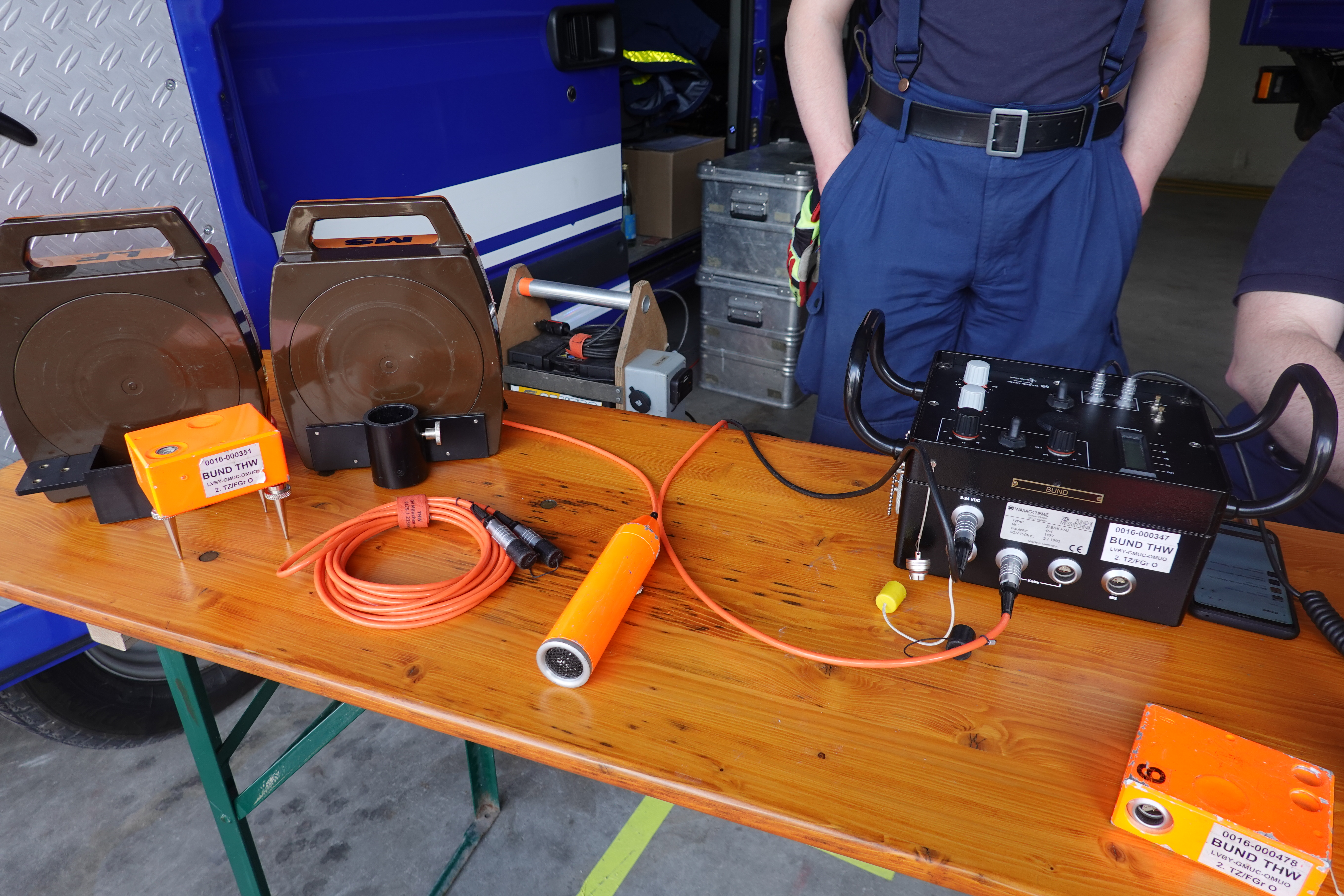
Geräte um Kontakt zu Menschen herzustellen, die in Not geraten sind.

Die Fachgruppe Ortung (FGr O) als Fachgruppe des THW erkundet Schadengebiete und ortet bzw. lokalisiert verschüttete, eingeschlossene, vermisste und abgängige Personen mittels technischer Ortungsgeräte und ggf. durch den Einsatz ausgebildeter und geprüfter Rettungshundeteams (gemäß DIN 13050). Sie unterstützt insbesondere Bergungseinheiten bei der Erfüllung ihrer Aufgaben.
Das Technische Hilfswerk unterhält seit 2019 drei (zuvor zwei) unterschiedliche Typen der Fgr. Ortung. Diese unterscheiden sich durch ihre Methoden der Ortung von Personen und dadurch in ihrer Ausstattung.
Typen:
1. Typ A: Biologische (Rettungshunde) und technische Ortung
2. Typ B: Nur biologische Ortung
3. Typ C: Nur technische Ortung

## Fahrzeuge/Ausstattung
Die Fachgruppe ist wie dargestellt Teil des Technischen Zuges und unterhält
- Mannschaftstransportwagen (MTW)
- Anhänger zum Transport der Rettungshunde (Fgr. O Typ A und B)
- Spezielles Ortungsgerät (Fgr. O Typ A und C)
- Rettungshunde (Fgr. O Typ A und B)

## Personal/Stärke
Kurzform:
Typ A: 0/2/7/9
Typ B: 0/2/7/9
Typ C: 0/2/4/6
Funktions- und Helferübersicht:
- 1 Gruppenführer (Technischer Berater Ortung)
- 1 Truppführer (Technischer Berater Ortung)
- zusätzlich: 1 Truppführer (Ausbilder biologische Ortung bei Typ A und B)
- Typ A und B 7 Fachhelfer / Typ C: 4 Fachhelfer

In der Fachgruppe Ortung werden durch die Fachhelfer folgende Zusatzfunktionen besetzt (Doppel-Zusatzfunktionen notwendig, z. B.: Kraftfahrer und Sprechfunker):
- nur Typ A und B: 6 Rettungshundeführer
- Typ A und C: 4 Bediener technisches Ortungsgerät
- 2 Kraftfahrer BE / Sprechfunker
- 2 Sanitätshelfer

Bundesweit sind 71 Fachgruppen Ortung aufgestellt.

## Rettungshunde
Die Rettungshunde werden beim THW in sogenannten Rettungshundeteams eingesetzt. Ein Team besteht aus dem Rettungshundeführer und dem Rettungshund an sich. Ein Rettungshundeteam hat beim THW 2 Jahre Zeit um sich auf die erste Prüfung (Trümmerprüfung) vorzubereiten. Falls die Trümmerprüfung bestanden wurde, besteht noch die Möglichkeit eine Flächenprüfung abzulegen. Eine Flächenprüfung kann immer nur nach bestandener Trümmerprüfung erfolgen.
Die Prüfungen haben beim THW eine Gültigkeit von 18 Monaten, danach verfällt die Einsatzbereitschaft des Teams, eine neue Prüfung muss dann abgelegt werden.
Die Prüfungen an sich finden beim THW an einem der beiden Standorte der THW-Bundesschule in Hoya oder Neuhausen statt.
Ortungsgruppen des Typs A und B gelten nur dann als einsatzbereit, wenn diese mindestens drei geprüfte Rettungshundeteams haben.